# Liste der Mitglieder und Kandidaten des ZK der SED nach dem V. Parteitag
Diese Liste gibt einen Überblick über die auf dem V. Parteitag der SED (10.–16. Juli 1958) gewählten Mitglieder und Kandidaten des Zentralkomitees der SED. Aus seiner Mitte wurden der 1. Sekretär, die Mitglieder und Kandidaten des Politbüros sowie die Sekretäre des ZK gewählt.

## Mitglieder und Kandidaten des ZK
| Name                        | Mitglied seit  | Status innerhalb des ZK                             | hauptberufliche Funktion zum Zeitpunkt des Parteitags | Anmerkungen |
| --------------------------- | -------------- | --------------------------------------------------- | --- | --- |
| Alexander Abusch            | 1957           | ZK-Mitglied                                         | Staatssekretär im Ministerium für Kultur | |
| Hans Albrecht               | 1954           | Kandidat des ZK                                     | Vorsitzender des Bezirkswirtschaftsrates Frankfurt/Oder | |
| Erich Apel                  | 1958/1960      | ZK-Mitglied Sekretär des ZK Kandidat des Politbüros | Leiter der Wirtschaftskommission beim Politbüro des ZK der SED | auf der 9. ZK-Tagung am 29. Juli 1960 vom Kandidaten zum Mitglied des ZK gewählt auf der 13. ZK-Tagung am 4. Juli 1961 zum Kandidaten des Politbüros und Sekretär des ZK gewählt auf der 16. Tagung des ZK vom 26. bis 28. Juni 1962 von seiner Funktion als Sekretär des ZK entbunden |
| Walter Arnold               | 1954           | Kandidat des ZK                                     | Professor an der Hochschule für Bildende Künste Dresden | |
| Hermann Axen                | 1949           | ZK-Mitglied                                         | Leiter der Chefredaktion des SED-Zentralorgans Neues Deutschland | |
| Brunolf Baade               | 1958           | Kandidat des ZK                                     | Technischer Direktor der Luftfahrtindustrie der DDR | |
| Kurt Barthel                | 1950/1954      | ZK-Mitglied                                         | Schriftsteller | |
| Bruno Baum                  | 1958           | ZK-Mitglied                                         | Sekretär für Westberlin in der SED-Bezirksleitung Berlin | |
| Edith Baumann               | 1946           | Kandidatin des Politbüros Sekretär des ZK           | Leiterin der Abteilung Frauen im ZK der SED | auf der 14. ZK-Tagung vom 23. bis 26. November 1961 zum Sekretär des ZK gewählt |
| Hugo Baumgart               | 1954           | ZK-Mitglied                                         | Parteisekretär im VEB Schwermaschinenbau „Karl Liebknecht“ (SKL) Magdeburg | |
| Johannes R. Becher          | 1946           | ZK-Mitglied                                         | Minister für Kultur | am 11. Oktober 1958 verstorben |
| Hilde Benjamin              | 1954           | ZK-Mitglied                                         | Justizministerin | |
| Helene Berg                 | 1954/1958      | ZK-Mitglied                                         | Redaktionsmitglied der Zeitschrift Probleme des Friedens und des Sozialismus | |
| Walter Biering              | 1946           | Kandidat des ZK                                     | stellvertretender Vorsitzender der VdgB | |
| Fritz Böhnisch              | 1954           | ZK-Mitglied                                         | Werkleiter des VEB Braunkohlenwerk Pfännerhall | |
| Alois Bräutigam             | 1958           | ZK-Mitglied                                         | 1. Sekretär der SED-Bezirksleitung Erfurt | |
| Edith Brandt                | 1954           | ZK-Mitglied                                         | 1. Sekretär der SED-Kreisleitung Wittenberg | |
| Willi Bredel                | 1954           | ZK-Mitglied                                         | Schriftsteller | |
| Walter Buchheim             | 1954           | ZK-Mitglied                                         | 1. Sekretär der SED-Bezirksleitung Karl-Marx-Stadt | |
| Otto Buchwitz               | 1946           | ZK-Mitglied                                         | Ehrenpräsident des DRK der DDR | |
| Max Burghardt               | 1954/1959      | ZK-Mitglied                                         | Intendant der Staatsoper Unter den Linden | auf der 5. ZK-Tagung am 23. Mai 1959 vom Kandidaten zum Mitglied des ZK gewählt |
| Edmund Collein              | 1954           | Kandidat des ZK                                     | Leiter des Instituts für Gebiets-, Stadt- und Dorfplanung der Deutschen Bauakademie | |
| Franz Dahlem                | 1946–1953/1957 | ZK-Mitglied                                         | 1. Stellvertreter des Staatssekretärs für das Hoch- und Fachschulwesen | |
| Gertrud Deutschmann         | 1958           | Kandidatin des ZK                                   | Mitglied der Zentralen Kommission für Staatliche Kontrolle | |
| Rudolf Dölling              | 1958           | ZK-Mitglied                                         | Stellvertreter des Ministers für Nationale Verteidigung und Chef der politischen Verwaltung der NVA, Generalmajor                                                                        | |
| Horst Dohlus                | 1950           | Kandidat des ZK                                     | 2. Sekretär der SED-Bezirksleitung Cottbus | |
| Friedrich Ebert             | 1946           | Mitglied des Politbüros                             | Oberbürgermeister von Ost-Berlin | |
| Eva Erler                   | 1954           | Kandidatin des ZK                                   | Sekretärin der SED-Bezirksleitung Berlin | |
| Luise Ermisch               | 1954           | Kandidatin des Politbüros                           | Werkleiterin der Halleschen Kleiderwerke | |
| Kurt Eydam                  | 1954           | ZK-Mitglied                                         | Montagemeister im VEB Zahnschneidemaschinenfabrik „Modul“ in Karl-Marx-Stadt | |
| Wolfgang Fabian             | 1954           | ZK-Mitglied                                         | Werkleiter des VEB Karl Marx Magdeburg (Meßgeräte- und Armaturenwerk) | |
| Margot Feist-Altenkirch     | 1950           | ZK-Mitglied                                         | | |
| Werner Felfe                | 1954           | Kandidat des ZK                                     | Vorsitzender des Rates des Kreises Zschopau | |
| Peter Florin                | 1954/1958      | ZK-Mitglied                                         | Leiter der Abteilung Internationale Verbindungen beim ZK der SED | |
| Paul Fröhlich               | 1954/1958      | Kandidat des Politbüros                             | 1. Sekretär der SED-Bezirksleitung Leipzig | |
| Gerhard Frost               | 1954/1958      | ZK-Mitglied                                         | 2. Sekretär der SED-Bezirksleitung Halle | |
| Otto Funke                  | 1958           | Kandidat des ZK                                     | 1. Sekretär der SED-Bezirksleitung Suhl | |
| Eduard Götzl                | 1950/1954      | ZK-Mitglied                                         | 1. Sekretär der SED-Bezirksleitung Frankfurt/oder | |
| Gertrud Grauer              | 1954           | Kandidatin des ZK                                   | 1. stellvertretende Vorsitzende des Rates des Bezirkes Cottbus | |
| Ernst Großmann              | 1952           | ZK-Mitglied                                         | Vorsitzender der LPG Merxleben | auf der 5. ZK-Tagung (22.–23. Mai 1959) aus dem ZK ausgeschlossen |
| Otto Grotewohl              | 1946           | Mitglied des Politbüros                             | Vorsitzender des Ministerrates der DDR | |
| Gerhard Grüneberg           | 1958           | Sekretär des ZK Kandidat des Politbüros             | Sekretär des ZK Kandidat des Politbüros | auf der 7. ZK-Tagung am 13. Dezember 1959 zum Kandidaten des Politbüros gewählt |
| Bernhard Grünert            | 1954           | ZK-Mitglied                                         | Vorsitzender der LPG Worin | |
| Wilhelm Gsell               | 1958           | ZK-Mitglied                                         | Technischer Direktor VEB Gasversorgung Magdeburg | |
| Kurt Hager                  | 1950/1954      | Kandidat des Politbüros Sekretär des ZK             | Kandidat des Politbüros Sekretär des ZK | |
| Georg Handke                | 1958           | ZK-Mitglied                                         | Staatssekretär und 1. Stellvertreter des Ministers für Auswärtige Angelegenheiten | |
| Gerhard Heidenreich         | 1950           | Kandidat des ZK                                     | 1. Sekretär der SED-Kreisleitung des MfS | |
| Adolf Hennecke              | 1954           | ZK-Mitglied                                         | wissenschaftlicher Mitarbeiter in der Staatlichen Plankommission | |
| Hans-Joachim Hertwig        | 1954           | ZK-Mitglied                                         | Leiter der Zentralschule der Pionierorganisation „Ernst Thälmann“ | |
| Heinz Hoffmann              | 1950/1954      | ZK-Mitglied                                         | 1. Stellvertreter des Ministers für Nationale Verteidigung und Chef des Hauptstabes der NVA                                                                                              | |
| Gerda Holzmacher            | 1950           | ZK-Mitglied                                         | Sekretär für Agitation und Propaganda der SED-Bezirksleitung Gera | |
| Erich Honecker              | 1946           | Mitglied des Politbüros                             | | |
| Margot Honecker             | 1950           | Kandidatin des ZK                                   | Stellvertreterin des Ministers für Volksbildung | |
| Hans Jendretzky             | 1946–1953/1957 | ZK-Mitglied                                         | Stellvertreter des Ministers des Innern und Staatssekretär für Angelegenheiten der örtlichen Räte                                                                                        | |
| Lothar Jürgen               | 1958           | Kandidat des ZK                                     | | |
| Berthold Kassler            | 1958           | ZK-Mitglied                                         | | |
| Katharina Kern              | 1946           | ZK-Mitglied                                         | Leiterin der Hauptabteilung Mutter und Kind beim Ministerium für Gesundheitswesen | |
| Heinz Keßler                | 1946           | ZK-Mitglied                                         | Stellvertreter des Ministers für Nationale Verteidigung und Chef der Luftstreitkräfte/Luftverteidigung                                                                                   | |
| Hans Kiefert                | 1954           | ZK-Mitglied                                         | 1. Sekretär der SED-Bezirksleitung Berlin | |
| Rudolf Kirchner             | 1950           | Kandidat des ZK                                     | Sekretär für Westarbeit im Bundesvorstand des FDGB | |
| Rainer Knolle               | 1958           | ZK-Mitglied                                         | 1. Sekretär der SED-Kreisleitung Jena-Land | |
| Frieda Köckeritz-Wollermann | 1958           | Kandidatin des ZK                                   | Parteisekretärin im Fischkombinat Rostock | |
| Bernard Koenen              | 1946           | ZK-Mitglied                                         | 1. Sekretär der SED-Bezirksleitung Halle | |
| Wilhelm Koenen              | 1946           | ZK-Mitglied                                         | Leiter des Sekretariats der Volkskammer | |
| Therese Konzack             | 1958           | ZK-Mitglied                                         | Vorsitzende der LPG Göritz | |
| Gerhard Kosel               | 1958           | ZK-Mitglied                                         | Staatssekretär im Ministerium für Bauwesen | |
| Erwin Kramer                | 1954           | ZK-Mitglied                                         | Minister für Verkehrswesen | |
| Anna Krause                 | 1954           | Kandidatin des ZK                                   | Instrukteurin in der MTS Wülknitz | |
| Karl Krüger                 | 1954           | ZK-Mitglied                                         | Instrukteur im VEB Steinkohlenwerk Freital | |
| Alfred Kurella              | 1958           | Kandidat des Politbüros                             | Leiter der Kulturkommission des Politbüros des ZK der SED | |
| Emil Lange                  | 1958           | ZK-Mitglied                                         | Brigadier im VEB Chemische Werke Buna | |
| Ernst Lange                 | 1954           | Kandidat des ZK                                     | | |
| Helene Lautenschlag         | 1958           | Kandidatin des ZK                                   | Vorsitzende der LPG Tannenhof | |
| Helmut Lehmann              | 1946           | ZK-Mitglied                                         | Vorsitzender des Zentralvorstandes der Sozialversicherung der DDR | am 9. Februar 1959 verstorben |
| Otto Lehmann                | 1954           | ZK-Mitglied                                         | stellvertretender Vorsitzender des FDGB-Bundesvorstandes | |
| Robert Lehmann              | 1958           | ZK-Mitglied                                         | Vorsitzender der Pionierorganisation „Ernst Thälmann“ | |
| Bruno Leuschner             | 1950           | Mitglied des Politbüros                             | Vorsitzender der Staatlichen Plankommission | |
| Kurt Liebknecht             | 1954           | ZK-Mitglied                                         | Präsident der Deutschen Bauakademie | |
| Karl Maron                  | 1954           | ZK-Mitglied                                         | Minister des Innern der DDR | |
| Hermann Matern              | 1946           | Mitglied des Politbüros                             | Vorsitzender der Zentralen Parteikontrollkommission des ZK der SED | |
| Frido Meinhardt             | 1954           | ZK-Mitglied                                         | Ofenmeister im Eisenhüttenkombinat-Ost | |
| Alexander Mette             | 1958           | ZK-Mitglied                                         | stellvertretender Vorsitzender des Wissenschaftlichen Rats beim Mininterium für Gesundheitswesen                                                                                         | |
| Karl Mewis                  | 1950/1954      | Kandidat des Politbüros                             | 1. Sekretär der SED-Bezirksleitung Rostock | |
| Martin Meyer                | 1958           | ZK-Mitglied                                         | Vorsitzender der LPG Bessenstedt | |
| Erich Mielke                | 1950           | ZK-Mitglied                                         | Minister für Staatssicherheit | |
| Hans-Peter Minetti          | 1958           | Kandidat des ZK                                     | Schauspieler am Deutschen Theater in Berlin | |
| Günter Mittag               | 1958/1962      | ZK-Mitglied Sekretär des ZK                         | Sekretär der Wirtschaftskommission beim Politbüro des ZK der SED | auf der 16. ZK-Tagung am 26. bis 28. Juni 1962 vom Kandidaten zum Mitglied des ZK sowie zum Sekretär des ZK gewählt |
| Hans Modrow                 | 1958           | Kandidat des ZK                                     | 1. Sekretär der FDJ-Bezirksleitung Berlin | |
| Carl Moltmann               | 1946           | ZK-Mitglied                                         | Parteiveteran | am 5. Februar 1960 verstorben |
| Erich Mückenberger          | 1950           | Mitglied des Politbüros Sekretär des ZK             | Mitglied des Politbüros Sekretär des ZK | |
| Karl Namokel                | 1958           | ZK-Mitglied                                         | 1. Sekretär des Zentralrates der FDJ | |
| Robert Naumann              | 1954           | ZK-Mitglied                                         | Professor für Politische Ökonomie des Sozialismus an der Humboldt-Universität | |
| Werner Neugebauer           | 1954           | ZK-Mitglied                                         | Leiter der Abteilung Volksbildung beim ZK der SED | |
| Alfred Neumann              | 1954           | Mitglied des Politbüros Sekretär des ZK             | Mitglied des Politbüros Sekretär des ZK | |
| Eberhard Nimz               | 1954/1958      | ZK-Mitglied                                         | 1. Sekretär der Betriebsparteiorganisation im Stahl- und Walzwerk Brandenburg | |
| Albert Norden               | 1955           | Mitglied des Politbüros Sekretär des ZK             | Leiter der Agitations-Kommission beim Politbüro des ZK der SED | |
| Wilhelm Pieck               | 1946           | Mitglied des Politbüros                             | Präsident der DDR | am 7. September 1960 verstorben |
| Alois Pisnik                | 1950           | Kandidat des Politbüros                             | 1. Sekretär der SED-Bezirksleitung Magdeburg | |
| Anton Plenikowski           | 1954           | Kandidat des ZK                                     | Leiter des Büros des Präsidiums des Ministerrates und Staatssekretär im Ministerrat der DDR                                                                                              | |
| Bernhard Quandt             | 1958           | ZK-Mitglied                                         | 1. Sekretär der SED-Bezirksleitung Schwerin | |
| Heinrich Rau                | 1950           | Mitglied des Politbüros                             | Minister für Außenhandel und Innerdeutschen Handel | am 23. März 1961 verstorben |
| Rudi Reichert               | 1958           | ZK-Mitglied                                         | Präsident des Bundesvorstandes des Deutschen Turn- und Sportbundes | |
| Hans Rentmeister            | 1958           | Kandidat des ZK                                     | 1. Sekretär der SED-Kreisleitung Berlin-Lichtenberg | |
| Fritz Reuter                | 1958           | ZK-Mitglied                                         | 1. Sekretär der SED-Bezirksleitung Dresden | |
| Kurt Riemer                 | 1958           | Kandidat des ZK                                     | Vorsitzender des Bezirkswirtschaftsrates Magdeburg | |
| Günther Rienäcker           | 1958           | ZK-Mitglied                                         | Leiter des I. Chemischen Institutes an der HUB, Generalsekretär der DAW | |
| Hans Rodenberg              | 1954           | ZK-Mitglied                                         | Dekan an der Deutschen Hochschule für Filmkunst in Potsdam-Babelsberg | |
| Robert Rompe                | 1958           | ZK-Mitglied                                         | Ordinarius und Direktor des II. Physikalischen Instituts an der HUB, Leiter des Physikalisch-Technischen Instituts der DAW                                                               | |
| Erich Rübensam              | 1954           | Kandidat des ZK                                     | stellvertretender Minister für Land- und Forstwirtschaft und Direktor des Instituts für Acker- und Pflanzenbau Müncheberg der Deutschen Akademie der Landwirtschaftswissenschaften (DAL) | |
| Willy Rumpf                 | 1950           | Kandidat des ZK                                     | Minister der Finanzen | |
| Willy Sägebrecht            | 1946           | ZK-Mitglied                                         | Leiter des Militärischen Nachrichtendienstes der DDR, Oberst | |
| Wolfgang Schirmer           | 1954           | Kandidat des ZK                                     | Werkleiter der Leunawerke, Professor an der Technischen Hochschule für Chemie Leuna-Merseburg                                                                                            | |
| Kurt Schneidewind           | 1958           | Kandidat des ZK                                     | Leiter der Abteilung Organisationspolitik im ZK der SED | |
| Friedrich Schneikart        | 1958           | ZK-Mitglied                                         | Parteisekretär im VEB Schwermaschinenbau Ernst Thälmann Magdeburg | |
| Otto Schön                  | 1950           | ZK-Mitglied                                         | Büroleiter des Politbüros des ZK der SED | |
| Helmut Scholz               | 1950           | Kandidat des ZK                                     | Mitglied des Verkehrsstabes der Staaten des Warschauer Vertrages | |
| Walter Schröder             | 1954           | ZK-Mitglied                                         | Leiter der MTS-Spezialwerkstatt Anklam | |
| Heinz Schubert              | 1958           | ZK-Mitglied                                         | Vorsitzender der LPG in Lühsdorf | am 3. Juni 1962 tödlich verunglückt |
| Walter Schuckert            | 1958           | ZK-Mitglied                                         | Werkleiter des VEB Verlade- und Transportanlagen Leipzig | |
| Horst Schumann              | 1958/1959      | ZK-Mitglied                                         | Student an der Parteihochschule des ZK der KPdSU | auf der 5. ZK-Tagung am 23. Mai 1959 vom Kandidaten zum Mitglied des ZK gewählt |
| Kurt Seibt                  | 1950/1954      | ZK-Mitglied                                         | 1. Sekretär der SED-Bezirksleitung Potsdam | |
| Max Sens                    | 1954/1958      | ZK-Mitglied                                         | stellvertretender Vorsitzender der Zentralen Parteikontrollkommission der SED | |
| Maria Siegert               | 1958           | Kandidatin des ZK                                   | Instrukteurin für Neuerermethoden im VEB Baumwollspinnerei Zwickau | |
| Horst Sindermann            | 1958           | Kandidat des ZK                                     | Leiter der Abteilung Agitation beim ZK der SED | |
| Max Steffen                 | 1958           | ZK-Mitglied                                         | 1. Sekretär der SED-Bezirksleitung Neubrandenburg | |
| Wolfgang Steinke            | 1950           | Kandidat des ZK                                     | Sekretär des FDJ-Zentralrates | |
| Albert Stief                | 1960           | Kandidat des ZK                                     | 1. Sekretär der SED-Bezirksleitung Cottbus | auf der 9. ZK-Tagung am 29. Juli 1960 als Kandidat des ZK kooptiert |
| Willi Stoph                 | 1950           | Mitglied des Politbüros                             | Minister für Nationale Verteidigung | |
| Hermann Storch              | 1958           | ZK-Mitglied                                         | AGL-Vorsitzender im VEB Kalikombinat Merkers | |
| Karl Svihalek               | 1958           | ZK-Mitglied                                         | Vorsitzende des Zentralvorstandes der Gewerkschaft Land und Forst | |
| Richard Tauchert            | 1954           | Kandidat des ZK                                     | Parteisekretär der LPG Kuhsdorf-Mesendorf | |
| Ilse Thiele                 | 1954           | ZK-Mitglied                                         | Vorsitzende des Bundesvorstandes des DFD | |
| Kurt Thieme                 | 1958           | Kandidat des ZK                                     | 1. Sekretär der SED-Kreisleitung Berlin-Friedrichshain | |
| Karl Thoma                  | 1958           | Kandidat des ZK                                     | Vorsitzender der LPG in Berlstedt | |
| Walter Tille                | 1958           | ZK-Mitglied                                         | Vorsitzender des Zentralvorstandes der Industriegewerkschaft (IG) Bau-Holz | |
| Walter Ulbricht             | 1946           | 1. Sekretär des ZK Mitglied des Politbüros          | 1. Sekretär des ZK Mitglied des Politbüros | |
| Paul Verner                 | 1950           | Kandidat des Politbüros Sekretär des ZK             | Leiter der Abteilung für gesamtdeutsche Fragen beim ZK der SED | |
| Waldemar Verner             | 1954           | Kandidat des ZK                                     | Chef der Seestreitkräfte der DDR, Vizeadmiral | |
| Irmgard Vielhauer           | 1958           | Kandidatin des ZK                                   | Sekretärin für Landwirtschaft der SED-Bezirksleitung Neubrandenburg | |
| Hans Warnke                 | 1946           | ZK-Mitglied                                         | Vorsitzender des Rates des Bezirkes Rostock | |
| Herbert Warnke              | 1949           | Mitglied des Politbüros                             | 1. Vorsitzender des Bundesvorstandes des FDGB | |
| Fritz Weber                 | 1954           | ZK-Mitglied                                         | Oberpolier im VEB Bauunion Leipzig | |
| Friedrich Wehmer            | 1954           | ZK-Mitglied                                         | Vorsitzender des Zentralvorstandes der Vereinigung der gegenseitigen Bauernhilfe | |
| Rolf Weihs                  | 1958/1960      | ZK-Mitglied                                         | 1. der SED-Gebietsleitung Wismut | auf der 9. ZK-Tagung am 29. Juli 1960 vom Kandidaten zum Mitglied des ZK gewählt |
| Herbert Weiz                | 1958           | ZK-Mitglied                                         | 1. stellvertretender Werkleiter im VEB Carl Zeiss Jena | |
| Alfred Wende                | 1954           | ZK-Mitglied                                         | Leiter des Instituts für Kunststoffe der DAW | |
| Josef Wenig                 | 1954           | ZK-Mitglied                                         | Arbeitsdirektor bei der Generaldirektion der SDAG Wismut in Karl-Marx-Stadt | |
| Otto Winzer                 | 1950           | ZK-Mitglied                                         | stellvertretender Außenminister | |
| Erich Wirth                 | 1950/1954      | ZK-Mitglied                                         | Leiter des Büros für Erfindungswesen des VEB Flugzeugwerke Dresden | |
| Heinz Wittig                | 1958/1959      | ZK-Mitglied                                         | Vorsitzender der LPG Kauern | auf der 5. ZK-Tagung am 23. Mai 1959 vom Kandidaten zum Mitglied des ZK gewählt |
| Margarete Wittkowski        | 1954/1958      | Kandidatin des ZK                                   | Stellvertreter des Vorsitzenden der Staatlichen Plankommission | |
| Ernst Wolf                  | 1958           | ZK-Mitglied                                         | Ständiger Stellvertreter des Berliner Oberbürgermeisters, Leiter des Berliner Wirtschaftsrates                                                                                           | |
| Hanna Wolf                  | 1954/1958      | ZK-Mitglied                                         | Rektorin der Parteihochschule Karl-Marx | |
| Adolf Wolter                | 1958           | ZK-Mitglied                                         | Parteisekretär und 2. Vorsitzender der LPG Wolfshagen | |
| Ernst Wulf                  | 1958           | Kandidat des ZK                                     | Vorsitzender der LPG Schulenburg | |
| Kurt Zierold                | 1954           | ZK-Mitglied                                         | Direktor des VEB Steinkohlewerk Deutschland Oelsnitz | |

## Veränderungen
Im Vergleich zu 1954 wurde das ZK von 135 auf 155 Funktionäre vergrößert. Dabei wurden 20 % der ZK-Mitglieder erstmals in das ZK gewählt. Bei den Kandidaten des ZK wurden 50 % neu gewählt. 28 % der 1954 gewählten Mitglieder und Kandidaten wurden nicht wieder bestätigt.
Übersicht über die nicht wiedergewählten Mitglieder und Kandidaten des ZK
| Mitglieder - Robert Alt - Friedrich Engelmann - Walter Fischer - Kurt Helbig - Johannes Jentsch - Walter Kästner - Walter Knoll - Willy Kuhn - Fred Oelßner - Karl Schirdewan - Hermann Schlimme (am 10. November 1955 verstorben) - Christian Schröder - Erich Schuppe - Fritz Seifert - Fritz Selbmann - Wolfgang Steinitz - Paul Wandel - Karl Wienecke - Ernst Wollweber - Gerhart Ziller (am 14. Dezember 1957 durch Suizid verstorben) | Kandidaten - Paul Appenrodt - Gerda Bauer - Erich Birnbaum - Albert Blaßies - Richard Brust - Erich Diesner - Helene Dunker - Wilhelm Frickmann - Karl Fritsche - Paul Kallas - Adolf Kupke - Fritz Lange - Ewald Möller - Johannes Quetscher - Hermann Redetzky - Frieda Sternberg - Richard Tauchert - Hans-Joachim Uhlig |

## Statistik
| Kategorie                             | Anzahl | Anmerkungen |
| ------------------------------------- | ------ | ----------- |
| ZK-Mitglieder                         | 111    |             |
| neue ZK-Mitglieder                    | 31     |             |
| ZK-Kandidaten                         | 44     |             |
| neue ZK-Kandidaten                    | 22     |             |
| zum ZK-Mitglied ernannte Kandidaten   | 7      |             |
| nicht wieder bestätigte ZK-Mitglieder | 20     |             |
| nicht wieder bestätigte ZK-Kandidaten | 18     |             |